# Anatoli Ponomaryov
Anatoli Ponomaryov, né le 12 juin 1982 à Bakou en Azerbaïdjan, est un footballeur international azerbaïdjanais, qui évoluait au poste d'attaquant. Il est le fils de l'ancien joueur et entraîneur Igor Ponomaryov.
Il compte 16 sélections et 1 but en équipe nationale entre 2004 et 2008.

## Biographie

### Carrière de joueur
Anatoli Ponomaryov dispute un match en Coupe de l'UEFA avec le club du FC Vaduz.

### Carrière internationale
Anatoli Ponomaryov compte 16 sélections et 1 but avec l'équipe d'Azerbaïdjan entre 2004 et 2008. 
Il est convoqué pour la première fois par le sélectionneur national Carlos Alberto Torres pour un match amical contre le Kazakhstan le 28 avril 2004 (victoire 3-2). Par la suite, le 18 août 2004, il inscrit son seul but en sélection contre la Jordanie, lors d'un match amical (1-1). Il reçoit sa dernière sélection le 15 octobre 2008 contre le Bahreïn (victoire 2-1).